# Cinquefoglie
Cinquefoglie è un termine utilizzato in araldica per indicare una figura convenzionale di cinque foglie a punta, messe a tondo, col bottone centrale.
Molti araldisti usano il termine quintafoglia direttamente derivato dall'originale francese. Se la cinquefoglie è smaltata d'armellino si usa disporre una moscatura su ciascun petalo con la coda rivolta verso il centro, invece che seminarla d'armellino come nel caso delle altre figure. In Francia si usa anche, raramente, il termine fiore di lino.

Quintafoglia
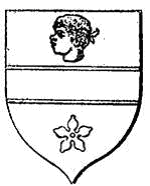
Cinquefoglie
Cinquefoglie d'argento bottonata d'oro (stemma di Lammi, Finlandia)
D'azzurro, alla quintafoglia d'argento alla pianura dello stesso; al canton franco d'oro, alla croce di nero (Bouaye, Francia)
D'oro, a tre cinquefoglie di nero (Sérent, Francia)
D'azzurro, a tre cinquefoglie d'oro accompagnate da sette biglietti dello stesso, tre in capo, uno in cuore e tre in punta (Lugny, Francia)
Di rosso, a tre cinquefoglie d'armellino (Ancenis, Francia)
Di rosso, a tre cinquefoglie d'oro (Signoria di Vergy, Francia)